# Philippe de Dinechin
Philippe de Dinechin, né à Paris le 12 mai 1964, est un écrivain et travailleur social français

## Biographie
Sa vocation de travailleur social s’affirme en 1986 lorsqu’il participe à la fondation d’une association d’accompagnement d’enfants handicapés et travaille comme bénévole pour une association d’égarés de la nuit à Paris.
Après une étape en 1990 en Haïti, où il développe une campagne de prévention du SIDA pour le compte de l’association Inter Aide, il part quatre ans au Chili dans la zone charbonnière de Lota et Coronel, publie un ouvrage sur la reconversion des mineurs, et contribue à la prise de conscience de l’importance des droits de l’enfant dans un pays qui sort de la dictature.
Monica, une militante chilienne responsable de la commission des droits de l’homme dans la Région du Biobío devient sa compagne. Ils ont quatre enfants.
Il revient en France en 1994 pour travailler sur l’Asie du Sud-est et l’Amérique latine dans le cadre d’une association de protection des enfants, Partage. En 1998 avec l’aide de Pierre Marchand, directeur de l’association, il fonde l’association Comparte à Barcelone, centrée sur l’enfance latino-américaine. Pendant douze ans il développe l’association en se fondant sur des mediums naissants (Internet) ce qui permet de contribuer à l’éducation de plusieurs milliers d’enfants
En parallèle, sa passion pour le continent latino-américain l’amène à enseigner deux ans à Paris. Il se lie d’amitié avec Adolfo Pérez Esquivel, Prix Nobel de la Paix en 1980, et mène des enquêtes sur l’émigration équatorienne en Espagne et le droit à l’éducation en Argentine,
Docteur en droit de l'université Paris III, il approfondit la question des droits de l’enfant et publie en France Les droits de l’enfant une fausse bonne idée (Éditions du Cygne]. Sa thèse est reprise en Argentine et au Brésil
Pour renouer avec le terrain, il revient en 2010 en France comme responsable du Secours Catholique dans le Rhône. Actuellement, il dirige la Fondation Comparte à Barcelone,.
Philippe de Dinechin a publié trois romans, Le nom du pont d’Asnières (L'Harmattan), Tuantes (Éditions du Cygne) et Osmond d'Avesnes, chevalier normand (Cent Mille Milliards).

## Publications

### Romans
- Tuantes, Éditions du Cygne, 2013.
- Le nom du pont d'Asnières, L'Harmattan, 2009.
- Osmond d'Avesnes, chevalier normand, Ed. Cent Mille Milliards, 2021.

### Essais
- Cultivons la paix !, avec Adolfo Pérez Esquivel, Desclée de Brouwer, 2000.
- Identidad y Reconversión en las ciudades carboniferas de Lota y Coronel, Ediciones Cepas, Chili, 2001.
- Los hechos se burlan del derecho, avec Mauricio Nihil Olivera, Editorial Deriva 2009.
- Cultivemos la paz, avec Adolfo Pérez Esquivel, Editorial Deriva, 2007.
- Les droits de l’enfant : une fausse bonne idée ?, Éditions du Cygne, Paris, 2009[9].
- Llorenç, un vecino de la Prosperitat, Nou Barris, Ed. Casal de Barri Prosperitat, 2022.

### Articles
- La promoción de los derechos del niño : un discurso sin adversarios, Revista Pensar, vol. 21, no  2, Fortaleza, Brazil, 2016.
- Introducción a una critica de los derechos del niño, Revista Pensar, vol. 20, no  2, Fortaleza Brazil, 2015.
- Introduction critique au droit de l’enfant, Revue de criminologie, Editions Ad Hoc, Argentine,2012.
- Derechos del niño y coherencia del Estado de derecho, Tercer congreso mundial sobre derechos de la niñez y adolescencia, Barcelona, 16 de nov 2007
- AMÉRIQUE CENTRALE, Pourquoi ils tuent les journalistes ?, Alterinfos.org 9 février 2018.
- Impacto del confinamiento en la niñez latinoamericana, con Diana Gil Trujillo, in Construyendo juntos una escuela para la vida, Editorial DYKINSON, Madrid, 2021

### Thèse
- La réinterprétation en droit interne des conventions internationales sur les droits de l'homme. Le cas de l'intégration de la Convention des droits de l'enfant dans les droits nationaux en Amérique latine, IHEAL, Université de Paris III, 2006 [10]